# Segunda Liga 2016-2017
La Segunda Liga 2016-2017 è stata la ventisettesima edizione del secondo livello del campionato di calcio portoghese. La stagione, iniziata il 6 agosto 2016 e terminata il 21 maggio 2017, ha visto trionfare il Portimonense.

## Stagione

### Novità
Al termine della Segunda Liga 2015-2016 sono state promosse in Primeira Liga il Feirense e il Chaves, e sono retrocesse Farense, Mafra, Atletico de Portugal, Oriental de Lisboa e Oliveirense.
Dalla Primeira Liga 2015-2016 sono retrocessi l'União da Madeira e l'Academica de Coimbra. Dal Campeonato Nacional de Seniores 2015-2016 sono stati promossi il Cova da Piedade, il Vizela e il Fafe.

### Formula
Le 22 squadre partecipanti si affrontano in un girone di andata e ritorno, per un totale di 42 giornate.
Le prime due classificate sono promosse in Primeira Liga.
Le squadre classificate (17º e 18º posto) parteciperanno ai play-out.
Le squadre classificate agli ultimi quattro posti (19º, 20º, 21º, e 22º posto) sono retrocesse nel Campeonato Nacional de Seniores.
Al campionato possono partecipare le squadre riserve, ma non possono essere promosse in Primeira Liga. Se una squadra riserva si classifica ai primi due posti, la squadra classificatasi subito dopo beneficia della promozione diretta. Se la prima squadra retrocede in Segunda Liga, la squadra riserva viene retrocessa in Campeonato Nacional de Seniores indipendentemente dalla posizione in classifica. In quest'ultimo caso, se la squadra riserva non era nelle ultime tre posizioni, la squadra meglio piazzata nella zona retrocessione mantiene la categoria.

## Squadre partecipanti
| Club                 | Città                  | Stadio                                  | Posizione 2015-2016 |
| -------------------- | ---------------------- | --------------------------------------- | ------------------- |
| Academica de Coimbra | Coimbra                | Estádio Cidade de Coimbra               | 18º posto           |
| Académico de Viseu   | Viseu                  | Estádio do Fontelo                      | 17º posto           |
| Benfica B            | Lisbona                | Futebol Campus                          | 19º posto           |
| Braga B              | Braga                  | Estádio Municipal de Braga              | 15º posto           |
| Cova da Piedade      | Cova da Piedade        | Estádio Municipal José Martins Vieira   | 1º posto            |
| Desportivo Aves      | Vila das Aves          | Estádio do CD das Aves                  | 8º posto            |
| Fafe                 | Fafe                   | Parque Municipal dos Desportos de Fafe  | 3º posto            |
| Famalicão            | Vila Nova de Famalicão | Estádio Municipal 22 de Junho           | 6º posto            |
| Freamunde            | Freamunde              | Campo SC Freamunde                      | 5º posto            |
| Gil Vicente          | Barcelos               | Estádio Cidade de Barcelos              | 11º posto           |
| Leixões              | Matosinhos             | Estádio do Mar                          | 18º posto           |
| Olhanense            | Olhão                  | Estádio José Arcanjo                    | 7º posto            |
| Penafiel             | Penafiel               | Estádio Municipal 25 de Abril           | 12º posto           |
| Portimonense         | Portimão               | Estádio Municipal de Portimão           | 4º posto            |
| Porto B              | Porto                  | Estádio Dr. Jorge Sampaio               | 1º posto            |
| Santa Clara          | Ponta Delgada          | Estádio de São Miguel                   | 16º posto           |
| Sporting B           | Lisbona                | CGD Stadium Aurélio Pereira             | 10º posto           |
| Sporting da Covilhã  | Covilhã                | Estádio Municipal José dos Santos Pinto | 14º posto           |
| União Madeira        | Funchal                | Estádio da Madeira                      | 17º posto           |
| Varzim               | Póvoa de Varzim        | Estádio do Varzim SC                    | 9º posto            |
| Vitória Guimarães II | Guimarães              | Estádio D. Afonso Henriques             | 13º posto           |
| Vizela               | Vizela                 | Estádio do FC Vizela                    | 2º posto            |

## Classifica finale
|  | Pos. | Squadra             | Pt | G  | V  | N  | P  | GF | GS | DR  |
|  | ---- | ------------------- | -- | -- | -- | -- | -- | -- | -- | --- |
|  | 1.   | Portimonense        | 83 | 42 | 25 | 8  | 9  | 70 | 39 | +31 |
|  | 2.   | Desp. Aves          | 81 | 42 | 23 | 12 | 7  | 63 | 38 | +25 |
|  | 3.   | União Madeira       | 64 | 42 | 17 | 13 | 12 | 52 | 43 | +9  |
|  | 4.   | Benfica B           | 63 | 42 | 18 | 9  | 15 | 56 | 58 | -2  |
|  | 5.   | Penafiel            | 63 | 42 | 18 | 9  | 15 | 56 | 55 | +1  |
|  | 6.   | Académica           | 62 | 42 | 17 | 11 | 14 | 42 | 35 | +7  |
|  | 7.   | Braga B             | 62 | 42 | 16 | 14 | 12 | 64 | 50 | +14 |
|  | 8.   | Covilhã             | 62 | 42 | 15 | 10 | 17 | 51 | 41 | +10 |
|  | 9.   | Varzim              | 61 | 42 | 17 | 10 | 15 | 45 | 48 | -3  |
|  | 10.  | Santa Clara         | 60 | 42 | 16 | 12 | 14 | 44 | 42 | +2  |
|  | 11.  | Vitória Guimarães B | 60 | 42 | 18 | 6  | 18 | 54 | 50 | +4  |
|  | 12.  | Porto B             | 60 | 42 | 16 | 12 | 14 | 52 | 49 | +3  |
|  | 13.  | Gil Vicente         | 56 | 42 | 13 | 17 | 12 | 47 | 49 | -2  |
|  | 14.  | Sporting Lisbona B  | 55 | 42 | 15 | 10 | 17 | 64 | 62 | +2  |
|  | 15.  | Famalicão           | 53 | 42 | 14 | 11 | 17 | 47 | 50 | -3  |
|  | 16.  | Cova da Piedade     | 53 | 42 | 14 | 11 | 17 | 45 | 60 | -15 |
|  | 17.  | Académico de Viseu  | 52 | 42 | 13 | 13 | 16 | 49 | 54 | -5  |
|  | 18.  | Leixões             | 46 | 42 | 10 | 16 | 16 | 44 | 48 | -4  |
|  | 19.  | Vizela              | 46 | 42 | 9  | 19 | 14 | 39 | 49 | -10 |
|  | 20.  | Fafe                | 45 | 42 | 11 | 12 | 19 | 52 | 65 | -13 |
|  | 21.  | Freamunde           | 40 | 42 | 9  | 13 | 20 | 39 | 52 | -13 |
|  | 22.  | Olhanense           | 28 | 42 | 7  | 7  | 28 | 45 | 83 | -38 |

Legenda:

      Ammesse alla Primeira Liga 2017-2018
  Partecipa ai play-off o ai play-out.
      Retrocesse in Campeonato Nacional de Seniores 2017-2018
Tre punti a vittoria, uno a pareggio, zero a sconfitta.
La classifica viene stilata secondo i seguenti criteri:
- Punti conquistati
- Punti conquistati negli scontri diretti
- Differenza reti negli scontri diretti
- Reti realizzate in trasferta negli scontri diretti
- Differenza reti generale
- Partite vinte
- Reti totali realizzate
- Spareggio

### Verdetti
- Portimonense e Desportivo Aves promosse in Primeira Liga 2017-2018.
- Academico de Viseu e Leixoes ai playout
- Vizela, Fafe, Freamunde e Olhanense retrocesse in Campeonato Nacional de Seniore 2018-2019.

## Statistiche

### Classifica marcatori
Aggiornata al 23 gennaio 2017
| Gol |  |  | Giocatore       | Squadra             |
| --- |  |  | --------------- | ------------------- |
| 15  |  |  | Jorge Pires     | Portimonense        |
| 9   |  |  | Luis Barry      | Das Aves            |
| 8   |  |  | Alan Júnior     | Fafe                |
| 8   |  |  | Paulo Clemente  | Santa Clara         |
| 8   |  |  | Rui Costa       | Academico Viseu     |
| 7   |  |  | Tyler Boyd      | Vitoria Guimaraes B |
| 7   |  |  | Xadas           | Sportino Braga B    |
| 7   |  |  | Evandro Brandão | Fafe                |
| 7   |  |  | Diego Medeiros  | Famalicão           |
| 7   |  |  | Paulinho        | Portimonense        |